# Lazzaro Baldi
Pour les articles homonymes, voir Baldi.
Lazzaro Baldi, né en 1624 à Pistoia en Toscane, mort en 1703 à Rome, est un graveur et un peintre italien baroque actif au XVIIe siècle et début du XVIIIe siècle.

## Biographie
Lazzaro Baldi est un peintre italien de la période baroque, actif principalement à Rome, il a fait partie du grand atelier de Pietro da Cortona en même temps que Ciro Ferri. Il est devenu adepte de la technique de la fresque. Il a peint un David et Goliath pour Alexandre VII au Palais du Quirinal. Il est également influencé par Pier Francesco Mola et Gaspard Dughet avec lesquels il a collaboré. 
Il a également peint des fresques (1658) pour l'oratoire San Giovanni in Oleo, ainsi qu'une fresque de  Saint  Jean le théologien à Patmos (1660 - 1665) pour l'Archibasilique Saint-Jean-de-Latran. Il a également peint un retable du Martyre de saint Lazare  pour l'église des Santi Luca e Martine.  
Vers 1660, sa peinture a évolué du style baroque influencé par Pierre de Cortone vers le classicisme issu de Carlo Maratta avec des compositions à dominante de blanc ou de grands plans colorés. Les fresques peintes en 1671 à Santa Maria Sopra Minerva montrent ce changement.
En 1679, il est devenu directeur (principe) de l'Accademia di San Luca à Rome. Il a également travaillé à Camerino, Pistoia et Pérouse où il a peint la Descente du Saint-Esprit, (église du S. Spirito). L'un de ses plus fidèles disciples est Giovanni Battista Lenardi.
À la fin de sa vie, à partir de 1690, il est animé d'une ferveur religieuse. Il abandonne la décoration pour réaliser des œuvres pieuses dans la veine dramatique de Giovanni Lanfranco. Les formes se raidissent et les couleurs s'assombrissent.
Comme graveur, Baldi est connu pour une plaque sur la conversion de saint Paul.

## Œuvres
- Scènes de la vie des saints Charles Borromée et Filippo Neri, Basilique Sainte-Anastasie, Rome
- David et Goliath, Palais du Quirinal, Rome
- Fresques (1658) pour l'oratoire San Giovanni in Oleo,
- Saint Jean le théologien à Patmos (1660-1665), archibasilique Saint-Jean-de-Latran
- Martyre de saint Lazare, retable, église des Santi Luca e Martine
- La Descente du Saint-Esprit, église du Santo Spirito, Pérouse
- Adoration de Jésus par les anges, musée de la Chartreuse, Douai
- Fresques de la basilique Santa Maria in Domnica